# Wer Liebe lebt
Chansons représentant l'Allemagne au Concours Eurovision de la chanson
Wadde hadde dudde da?
(2000) I Can’t Live Without Music
(2002)
Wer Liebe lebt (en français, Celui qui vit l'amour) est la chanson représentant l'Allemagne au Concours Eurovision de la chanson 2001. Elle est interprétée par la chanteuse Michelle.

## Histoire
Michelle a déjà participé au concours de sélection pour représenter l'Allemagne en 1997 et est à la troisième place avec Im Auge des Orkans.
Lors du concours de sélection pour l'édition de 2001, diffusée par Das Erste, le titre Wer Liebe lebt obtient 22,2 % au premier tour et 36,4 % au second tour, finissant chaque fois juste devant Power of Trust interprétée par Lesley, Joy & Brigitte et plus loin derrière, Happy Birthday Party par Lou & Band. Parmi les autres participants, il y avait l'excentrique Rudolph Moshammer accompagné de Münchner Zwietracht ou l'ancien candidat de télé-réalité Zlatko.
Lors du concours, l'Allemagne est le seul pays à présenter une chanson germanophone.
Décompte des points pour l'Allemagne :
| Points pour Wer Liebe lebt | Points pour Wer Liebe lebt | Pays votants | Pays votants | Pays votants       | Pays votants | Pays votants | Pays votants | Pays votants | Pays votants | Pays votants | Pays votants | Pays votants | Pays votants | Pays votants | Pays votants | Pays votants | Pays votants | Pays votants | Pays votants | Pays votants | Pays votants | Pays votants | Pays votants | Pays votants |
| Pays                       | Total                      | Pays-Bas     | Islande      | Bosnie-Herzégovine | Norvège      | Israël       | Russie       | Suède        | Lituanie     | Lettonie     | Croatie      | Portugal     | Irlande      | Espagne      | France       | Turquie      | Royaume-Uni  | Slovénie     | Pologne      | Allemagne    | Estonie      | Malte        | Grèce        | Danemark     |
| -------------------------- | -------------------------- | ------------ | ------------ | ------------------ | ------------ | ------------ | ------------ | ------------ | ------------ | ------------ | ------------ | ------------ | ------------ | ------------ | ------------ | ------------ | ------------ | ------------ | ------------ | ------------ | ------------ | ------------ | ------------ | ------------ |
| Allemagne                  | 066                        | 1            |              |                    | 3            |              | 8            |              |              | 1            | 1            | 10           | 6            | 10           | 6            | 3            | 2            |              | 4            | –            | 1            | 5            | 1            | 4            |

Au niveau des ventes, le single atteint la 32e place.

## Source de la traduction
1. ↑  eurovision.tv, 12. Mai 2001

- (de) Cet article est partiellement ou en totalité issu de l’article de Wikipédia en allemand intitulé « Wer Liebe lebt » (voir la liste des auteurs).